# Cerbère (armata przeciwlotnicza)
76 T2 Cerbère - współczesna, podwójnie sprzężona, holowana armata przeciwlotnicza skonstruowana we Francji.